# Порєччя (Калузька область)
Порєччя (рос. Поречье) — село в Малоярославецькому районі Калузької області Російської Федерації.
Населення становить 107 осіб. Входить до складу муніципального утворення Село Недельне.

## Історія
Від 2004 року входить до складу муніципального утворення Село Недельне.

## Населення
| 2002 | 2010 |
| ---- | ---- |
| 122  | ↘107 |